# Křivošínský potok
Křivošínský potok je levostranný přítok říčky Smutné v okrese Tábor v Jihočeském kraji. Délka toku činí 4,5 km. Plocha povodí měří 5,3 km².

## Průběh toku
Pramení východně od osady Křivošín a vlévá se do Smutné v Jistebnici v nadmořské výšce asi 570 m. Na jeho toku se nachází několik rybníků, z nichž největší je Tisovský.